# Aloja (novads)
La municipalité d'Aloja (letton : Alojas novads) est une municipalité de Lettonie. Elle a 6 152 habitants pour une superficie de 630,7 km2.

## Subdivisions
La commune a été formée en 2009 en fusionnant la ville d'Aloja avec ses territoires environnants. Le centre administratif est Aloja.
La municipalité est composée de :
- Aloja,
- Alojas pagasts,
- Staicele,
- Staiceles pagasts,
- Braslavas pagasts,
- Brīvzemnieku pagasts.